# Sandersville (Missisipi)
Sandersville – miasto w Stanach Zjednoczonych, w stanie Missisipi, w hrabstwie Jones.